# (8676) Lully
(8676) Lully ist ein Asteroid des Hauptgürtels, der am 2. Februar 1992 vom belgischen Astronomen Eric Walter Elst am La-Silla-Observatorium (Sternwarten-Code 809) der Europäischen Südsternwarte in Chile entdeckt wurde.
Der Asteroid ist nach dem italienischen Komponisten und Balletttänzer Jean-Baptiste Lully (1632–1687) benannt, der mit seiner neuen Orchesterdisziplin nicht nur den französischen Stil weiterführte und maßgeblich prägte, sondern damit auch enormen Einfluss auf die europäische Musiklandschaft des ausgehenden 17. Jahrhunderts ausübte.